# Bousbecque
Bousbecque [buzbɛk] (en néerlandais: Busbeke/Bosbeke, litt. ruisseau du bois) est une commune française située dans le département du Nord, en région Hauts-de-France. Elle fait partie de la Métropole européenne de Lille.

## Géographie

### Localisation
Séparée de la Belgique par la Lys, Bousbecque se situe au nord-ouest de Tourcoing, son chef-lieu de canton est Lambersart.

### Hydrographie

#### Réseau hydrographique
La commune est située dans le bassin Artois-Picardie. Elle est drainée par la Bousbecque, la Lys, la Noire Bouteille, la rivière  la Lys, le ruisseau du Ham et un autre petit cours d'eau,.

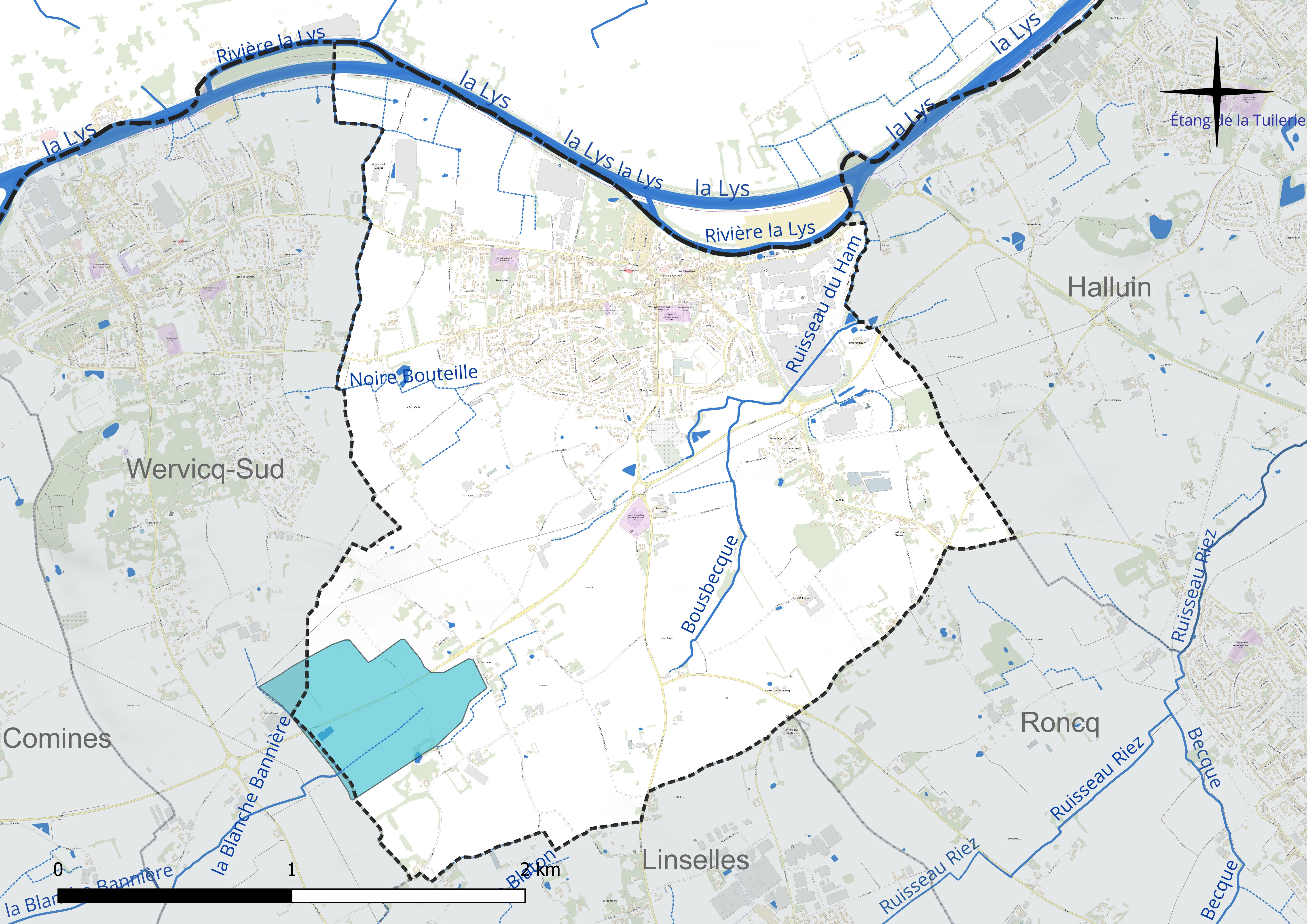
Réseau hydrographique de Bousbecque.

#### Gestion et qualité des eaux
Le territoire communal est couvert par le schéma d'aménagement et de gestion des eaux (SAGE) « Marque Deûle ». Ce document de planification concerne un territoire de 1 120 km2 de superficie, délimité par les bassins versants de la Marque et de la Deûle, formant une vaste cuvette sédimentaire de 40 km de long et de 25 km de large, où la pente est très faible. Le périmètre a été arrêté le 2 décembre 2005 et le SAGE proprement dit a été approuvé le 9 mars 2020. La structure porteuse de l'élaboration et de la mise en œuvre est la Métropole européenne de Lille.
La qualité des cours d'eau peut être consultée sur un site dédié géré par les agences de l'eau et l'Agence française pour la biodiversité.

### Climat
Pour des articles plus généraux, voir Climat des Hauts-de-France et Climat du Nord.
En 2010, le climat de la commune est de type climat océanique dégradé des plaines du Centre et du Nord, selon une étude du CNRS s'appuyant sur une série de données couvrant la période 1971-2000. En 2020, Météo-France publie une typologie des climats de la France métropolitaine dans laquelle la commune est exposée à un climat océanique et est dans la région climatique  Nord-est du bassin Parisien, caractérisée par un ensoleillement médiocre, une pluviométrie moyenne régulièrement répartie au cours de l'année et un hiver froid (3 °C).
Pour la période 1971-2000, la température annuelle moyenne est de 10,8 °C, avec une amplitude thermique annuelle de 14,2 °C. Le cumul annuel moyen de précipitations est de 692 mm, avec 11,5 jours de précipitations en janvier et 9,3 jours en juillet. Pour la période 1991-2020, la température moyenne annuelle observée sur la station météorologique la plus proche, située sur la commune de Lesquin à 20 km à vol d'oiseau, est de 11,3 °C et le cumul annuel moyen de précipitations est de 740,0 mm,. Pour l'avenir, les paramètres climatiques de la commune estimés pour 2050 selon différents scénarios d'émission de gaz à effet de serre sont consultables sur un site dédié publié par Météo-France en novembre 2022.

## Urbanisme

### Typologie
Au 1er janvier 2024, Bousbecque est catégorisée ceinture urbaine, selon la nouvelle grille communale de densité à sept niveaux définie par l'Insee en 2022.
Elle appartient à l'unité urbaine de Lille (partie française), une agglomération internationale regroupant 60  communes, dont elle est une commune de la banlieue,,. Par ailleurs la commune fait partie de l'aire d'attraction de Lille (partie française), dont elle est une commune de la couronne,. Cette aire, qui regroupe 201 communes, est catégorisée dans les aires de 700 000 habitants ou plus (hors Paris),.

### Occupation des sols
L'occupation des sols de la commune, telle qu'elle ressort de la base de données européenne d'occupation biophysique des sols Corine Land Cover (CLC), est marquée par l'importance des territoires agricoles (76,1 % en 2018), en diminution par rapport à 1990 (82,6 %). La répartition détaillée en 2018 est la suivante : 
terres arables (55,9 %), zones urbanisées (18,5 %), zones agricoles hétérogènes (13,4 %), prairies (6,9 %), zones industrielles ou commerciales et réseaux de communication (5,4 %). L'évolution de l'occupation des sols de la commune et de ses infrastructures peut être observée sur les différentes représentations cartographiques du territoire : la carte de Cassini (XVIIIe siècle), la carte d'état-major (1820-1866) et les cartes ou photos aériennes de l'IGN pour la période actuelle (1950 à aujourd'hui).

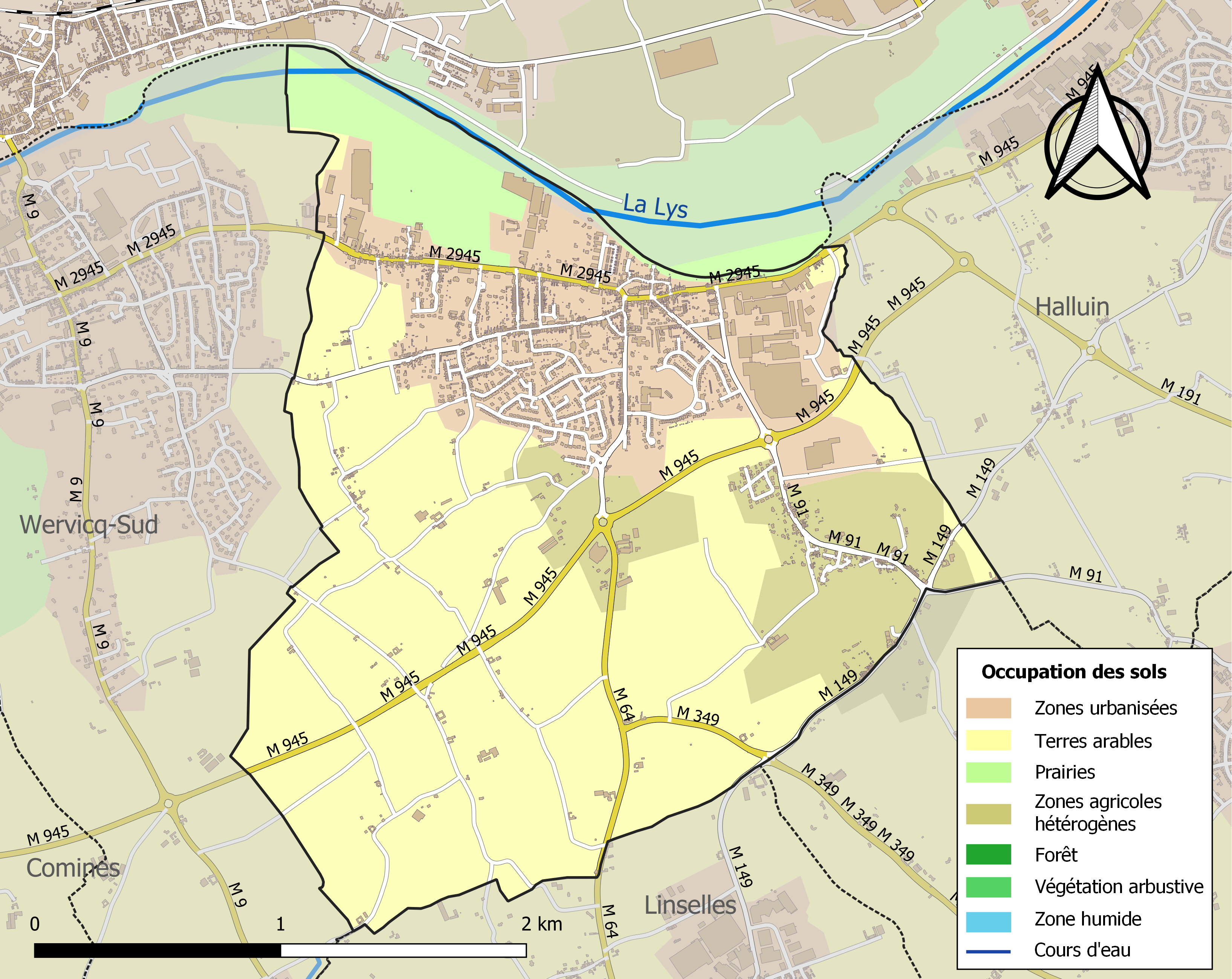
Carte des infrastructures et de l'occupation des sols de la commune en 2018 (CLC).

### Voies de communication et transports
La commune est desservie, en 2023, par les lignes 82, 84, 86, 940, 941, 942, 943, 944 et par les lignes de transport à la demande 24R et 82R du réseau Ilévia.

## Toponymie
- L'origine du nom vient du flamand bosch (bois) et de beke (ruisseau) ce qui signifie le ruisseau du bois ; d'autres pensent qu'il fut cité pour la première fois en 1143 et issu de buscus et becque, qui ont la même signification. On retrouve cette toponymie dans la Becque des Bois.
- En flamand : Bosbeke[19].

## Histoire
La voie romaine de Tournai à Wervicq-Sud passe par Bousbecque, ce qui prouve que la ville est déjà habitée à l'époque gallo-romaine.
La seigneurie, dite d'abord « de Rume », passe des familles de La Lys aux de la Pontenerie puis, par mariage, aux Ghiselin, à la fin du XVe siècle. En 1487, Georges Ghiselin, chambellan de l'archiduc Maximilien, est décapité par les Brugeois révoltés.Ogier Ghislain de Busbecq sera ambassadeur de l'empereur auprès du sultan et un botaniste distingué.
C'est à Bousbecque que Turenne bat l'armée du prince de Ligne avant de s'emparer de Comines.
La terre et seigneurie de Bousbecque, tenue de la Salle de Lille, est érigée en baronnie le 30 septembre 1600 en faveur de Charles d'Ydeghem, chevalier, seigneur de Wirse ou Wiese, Bousbecque, etc., grand bailli d'Ypres depuis plus de dix ans. À la baronnie de Bousbecque sont annexées plusieurs terres: les fief et seigneurie de la Lys, une pêcherie, les fief et seigneurie de Belcamp, le moulin de Belcamp.
Le 18 juin 1629, la terre et seigneurie de Watou, tenue du château de Cassel, est érigée en comté, par lettres de Philippe IV roi d'Espagne données à Madrid en faveur de Charles d'Ydeghem, chevalier, baron de Bousbecque, seigneur de Wièse, Watou et Merre, membre du conseil de guerre des Pays-Bas, commissaire ordinaire au renouvellement des lois du comté de Flandre, grand bailli de la ville et châtellenie d'Ypres, pour le récompenser des nombreux services depuis 40 ans, et ceux rendus par ses ancêtres, Gérard et Gilles d'Ydeghem, chevaliers et frères ayant accompagné Robert Ier comte de Flandre en 1096 au siège de Jérusalem (première croisade), un des deux y étant tué ; Baudouin d'Ydeghem suivit en 1202 Baudouin IX de Flandre lors de la quatrième croisade ; un autre Baudouin d'Ydeghem a été tué en Hollande en 1258 au service de Marguerite de Constantinople ; on retrouve plusieurs Jean de Ydeghem dont un tué en 1492 au siège de Grammont, deux autres ayant suivi le duc de Bourgogne Philippe le Bon en 1421 quand ce prince entra en France avec son armée, un 4e a été exilé par les rebelles en 1420, le 5e dut à ses services d'être en 1491 promu au poste de grand bailli de Termonde, office rempli par le bisaïeul, l'aïeul et le père de Charles d'Ydeghem. Le grand-père de Charles a été grand bailli d'Alost; son bisaïeul maternel écuyer tranchant du duc de Bourgogne Charles le Téméraire, puis du roi Philippe Ier le Beau ; son oncle maternel a été conseiller de Maximilien Ier (empereur du Saint-Empire), grand-maître d'hôtel d'Élisabeth d'Autriche, reine douairière de France, deux fois ambassadeur de l'empereur Charles Quint. Charles a épousé une fille de Courteville, fille du seigneur de Courteville, grand bailli et capitaine d'Audenarde et de Péteghem, tué par les rebelles à la surprise de cette ville.
En février 1697, Bousbecque, mouvante de la Salle de Lille, est détenue par Guillaume-François Le Vaillant, également seigneur de Waudripont. Il demeure à Tournai, appartient à une famille d'ancienne extraction noble dont plusieurs ancêtres ont été honorés du titre de chevalier. La terre De Bousbecque est érigée en baronnie à son avantage en récompense de la fidélité et du zèle montrés depuis le passage de la Flandre sous domination française. Deux de ses enfants sont morts au combat en tant qu'officiers au service de la France, le troisième exerce encore en tant que capitaine de grenadiers. La terre de Bousbecque déjà érigée en baronnie en 1600 est échue à l'épouse du bénéficiaire, Anne de Haynin, suite au décès de son frère César de Haynin, chevalier. Guillaume-François Le Vaillant demandait et obtient de pouvoir porter le titre de baron.
Sur Bousbecque, le fief de Gruteghem donnait à son propriétaire le titre de seigneur. Vers 1750, le titulaire en était Jean-Baptiste-Antoine Le Mesre (1716-1786) époux de Marie-Françoise-Joseph du Retz, le mariage a eu lieu à Lille le 21 novembre 1751. Fils de Julien et de Jeanne-Ursule Castelain, Jean-Baptiste-François est baptisé à Lille le 16 juin 1716, devient bourgeois de Lille le 27 juillet 1752, est également seigneur de La Haye, et meurt le 30 août 1786, à l'âge de 70 ans, est inhumé à Loos (un frère de Jean-Baptiste, Charles-François Le Mesre, seigneur du Quesnil, a épousé une sœur de Marie-Françoise-Joseph). Celle-ci, fille de Jean-François-Guillaume, seigneur de Maresville, bourgeois de Lille, échevin de Lille, conseiller, juge ordinaire en la gouvernance de Lille, anobli, et de Marie-Joseph du Bosquiel, est baptisée à LIlle le 22 mars 1731. Leur fille Françoise-Joseph va être la belle-mère d'un futur maire de Lille : Louis Marie Joseph de Brigode,.
Entre 1895 et 1932, un tramway circule entre Armentières et Halluin, il passe par Bousbecque, Deûlémont, Frelinghien, Houplines, Wervicq-Sud.

### Situation administrative

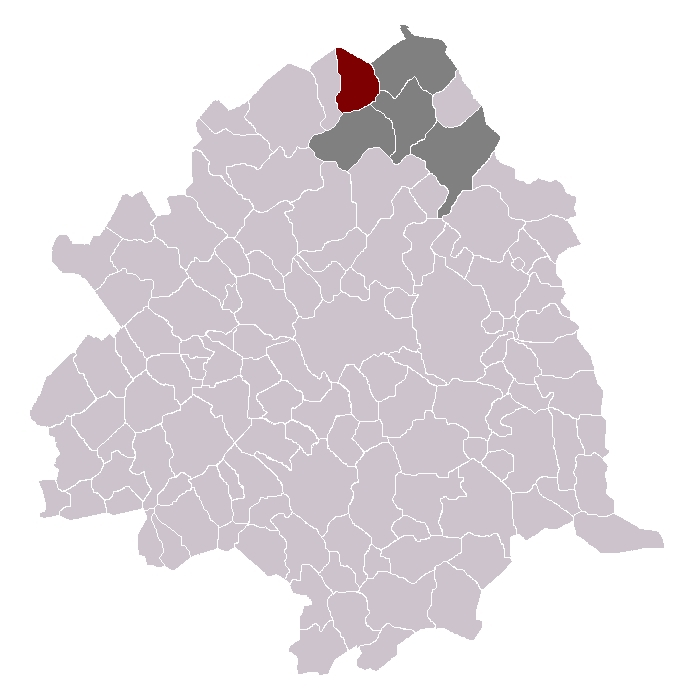
Bousbecque dans son canton et son arrondissement.

## Politique et administration

### Jumelages
Zorgho (Burkina Faso), coopération décentralisée depuis 1988.

## Population et société

### Démographie

#### Évolution démographique
L'évolution du nombre d'habitants est connue à travers les recensements de la population effectués dans la commune depuis 1793. Pour les communes de moins de 10 000 habitants, une enquête de recensement portant sur toute la population est réalisée tous les cinq ans, les populations de référence des années intermédiaires étant quant à elles estimées par interpolation ou extrapolation. Pour la commune, le premier recensement exhaustif entrant dans le cadre du nouveau dispositif a été réalisé en 2005.

En 2022, la commune comptait 4 956 habitants, en évolution de +2,55 % par rapport à 2016 (Nord : +0,51 %, France hors Mayotte : +2,11 %).
| 1793  | 1800  | 1806  | 1821  | 1831  | 1836  | 1841  | 1846  | 1851  |
| ----- | ----- | ----- | ----- | ----- | ----- | ----- | ----- | ----- |
| 1 540 | 1 540 | 1 649 | 1 883 | 1 937 | 1 917 | 1 912 | 1 900 | 1 860 |

| 1856  | 1861  | 1866  | 1872  | 1876  | 1881  | 1886  | 1891  | 1896  |
| ----- | ----- | ----- | ----- | ----- | ----- | ----- | ----- | ----- |
| 1 862 | 1 892 | 1 995 | 2 017 | 2 147 | 2 214 | 2 382 | 2 615 | 2 774 |

| 1901  | 1906  | 1911  | 1921  | 1926  | 1931  | 1936  | 1946  | 1954  |
| ----- | ----- | ----- | ----- | ----- | ----- | ----- | ----- | ----- |
| 3 044 | 3 274 | 3 313 | 2 948 | 2 962 | 3 017 | 3 067 | 2 913 | 3 172 |

| 1962  | 1968  | 1975  | 1982  | 1990  | 1999  | 2005  | 2006  | 2010  |
| ----- | ----- | ----- | ----- | ----- | ----- | ----- | ----- | ----- |
| 3 254 | 3 345 | 3 446 | 3 914 | 3 912 | 4 157 | 4 393 | 4 599 | 4 702 |

| 2015  | 2020  | 2022  | - | - | - | - | - | - |
| ----- | ----- | ----- | - | - | - | - | - | - |
| 4 908 | 4 791 | 4 956 | - | - | - | - | - | - |

#### Pyramide des âges
La population de la commune est relativement jeune.
En 2018, le taux de personnes d'un âge inférieur à 30 ans s'élève à 35,8 %, soit en dessous de la moyenne départementale (39,5 %). À l'inverse, le taux de personnes d'âge supérieur à 60 ans est de 22,8 % la même année, alors qu'il est de 22,5 % au niveau départemental.
En 2018, la commune comptait 2 344 hommes pour 2 474 femmes, soit un taux de 51,35 % de femmes, légèrement inférieur au taux départemental (51,77 %).
Les pyramides des âges de la commune et du département s'établissent comme suit.
| Hommes | Classe d’âge | Femmes |
| ------ | ------------ | ------ |
| 0,4    | 90 ou +      | 1,4    |
| 5,4    | 75-89 ans    | 6,7    |
| 15,4   | 60-74 ans    | 16,2   |
| 22,1   | 45-59 ans    | 21,9   |
| 19,5   | 30-44 ans    | 19,3   |
| 17,8   | 15-29 ans    | 14,8   |
| 19,4   | 0-14 ans     | 19,6   |

| Hommes | Classe d’âge | Femmes |
| ------ | ------------ | ------ |
| 0,5    | 90 ou +      | 1,4    |
| 5,3    | 75-89 ans    | 8,1    |
| 14,8   | 60-74 ans    | 16,2   |
| 19,1   | 45-59 ans    | 18,4   |
| 19,5   | 30-44 ans    | 18,7   |
| 20,7   | 15-29 ans    | 19,1   |
| 20,2   | 0-14 ans     | 18     |

### Enseignement
Bousbecque fait partie de l'académie de Lille.

### Cultes
Le culte catholique est pratiqué dans l'église Saint-Martin.

## Économie
Le lin est déjà cultivé à l'époque de Jules César, pour la fabrication de la toile.
En 1352 les drapiers bousbecquois obtiennent l'autorisation d'apposer leur propre scel de plomb sur leurs étoffes.
L'industrie du lin est prospère ce qui permet à la ville d'être au XVIIIe siècle la localité française qui fabrique le plus de lin.
À la fin du XIXe siècle une crise du lin due à la concurrence russe notamment a pour conséquence la fin de cette activité et la reconversion dans l'industrie du papier.

## Culture locale et patrimoine

### Lieux et monuments

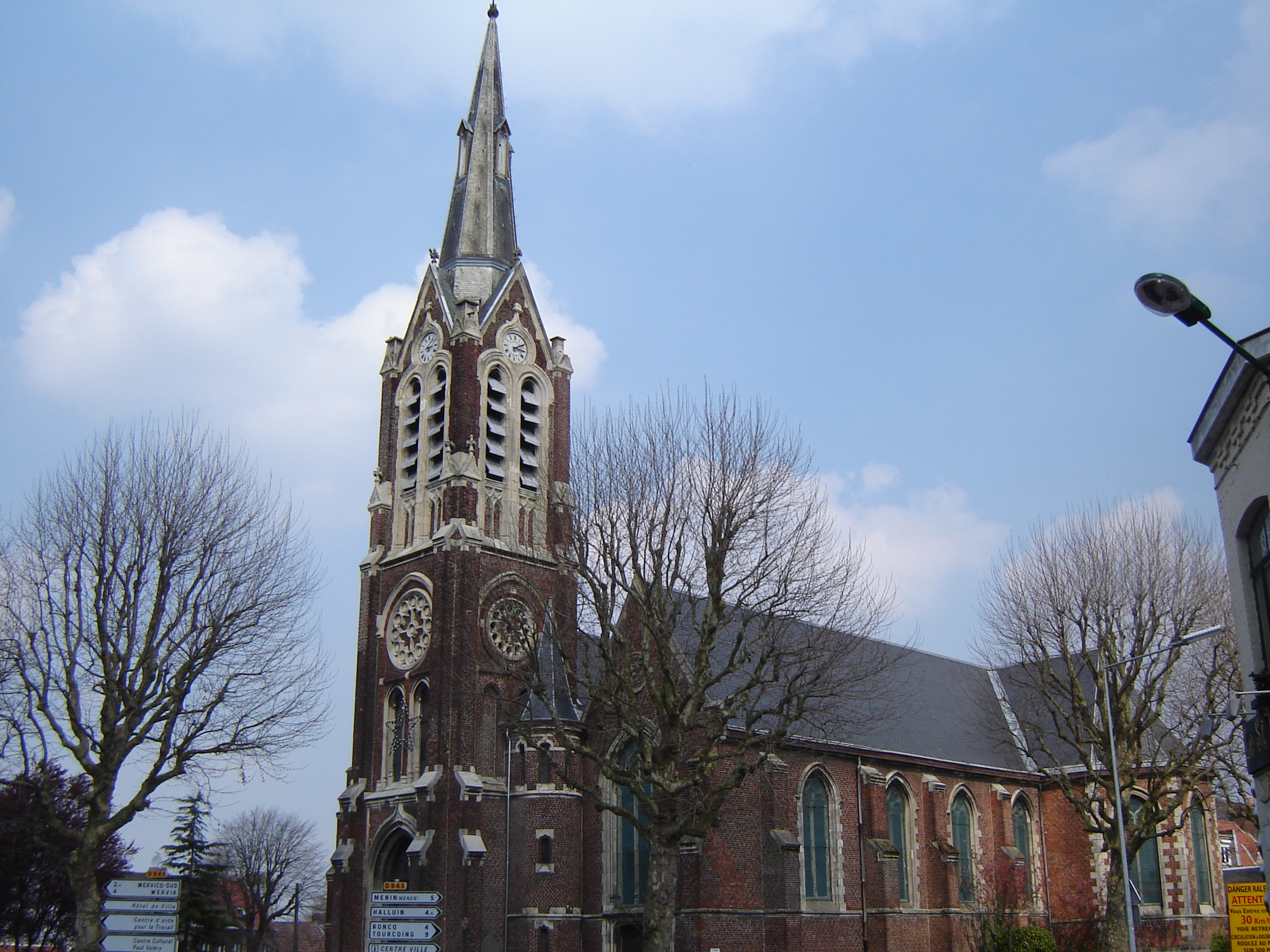
L'église Saint-Martin.

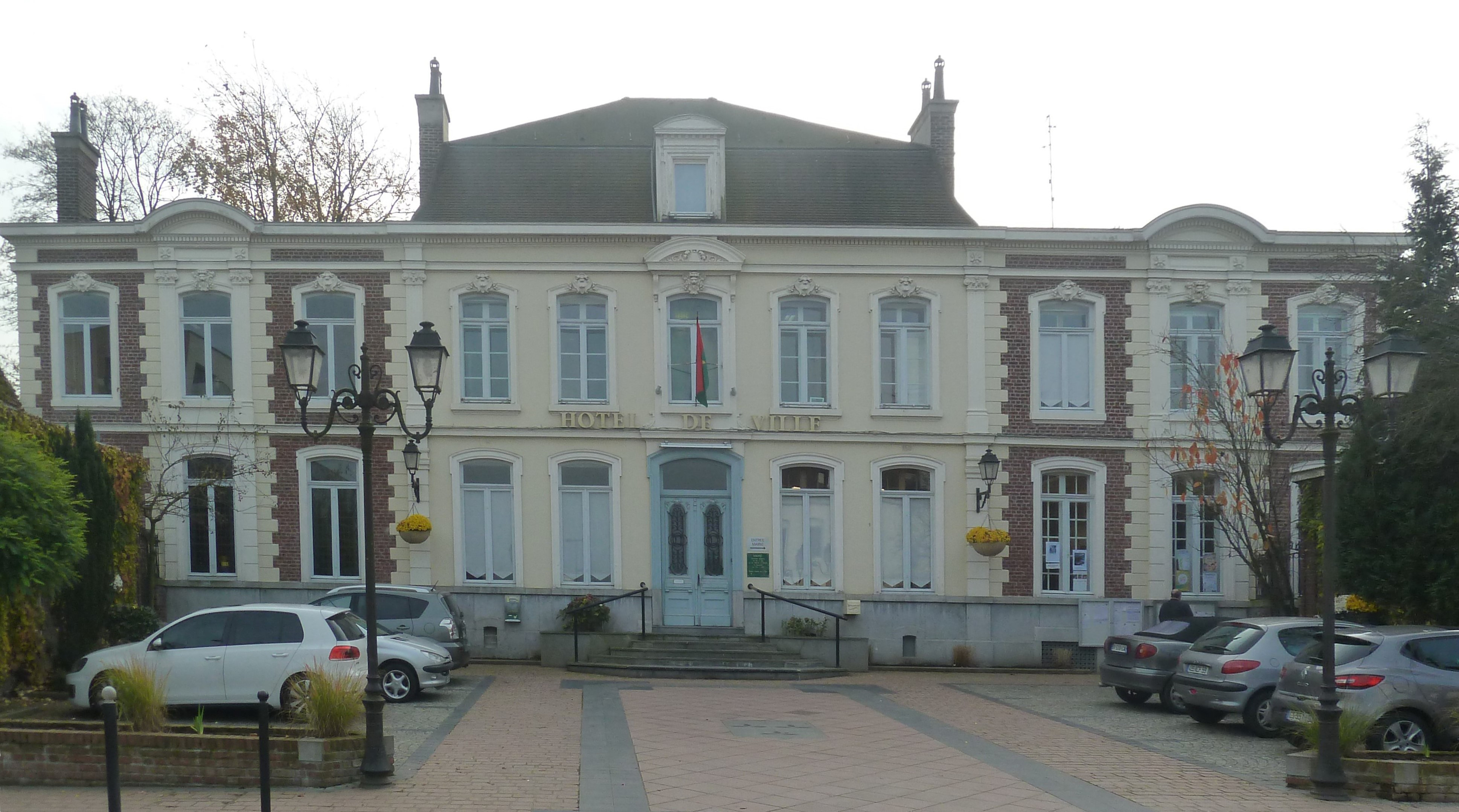
Bousbecque, l'Hôtel de ville.

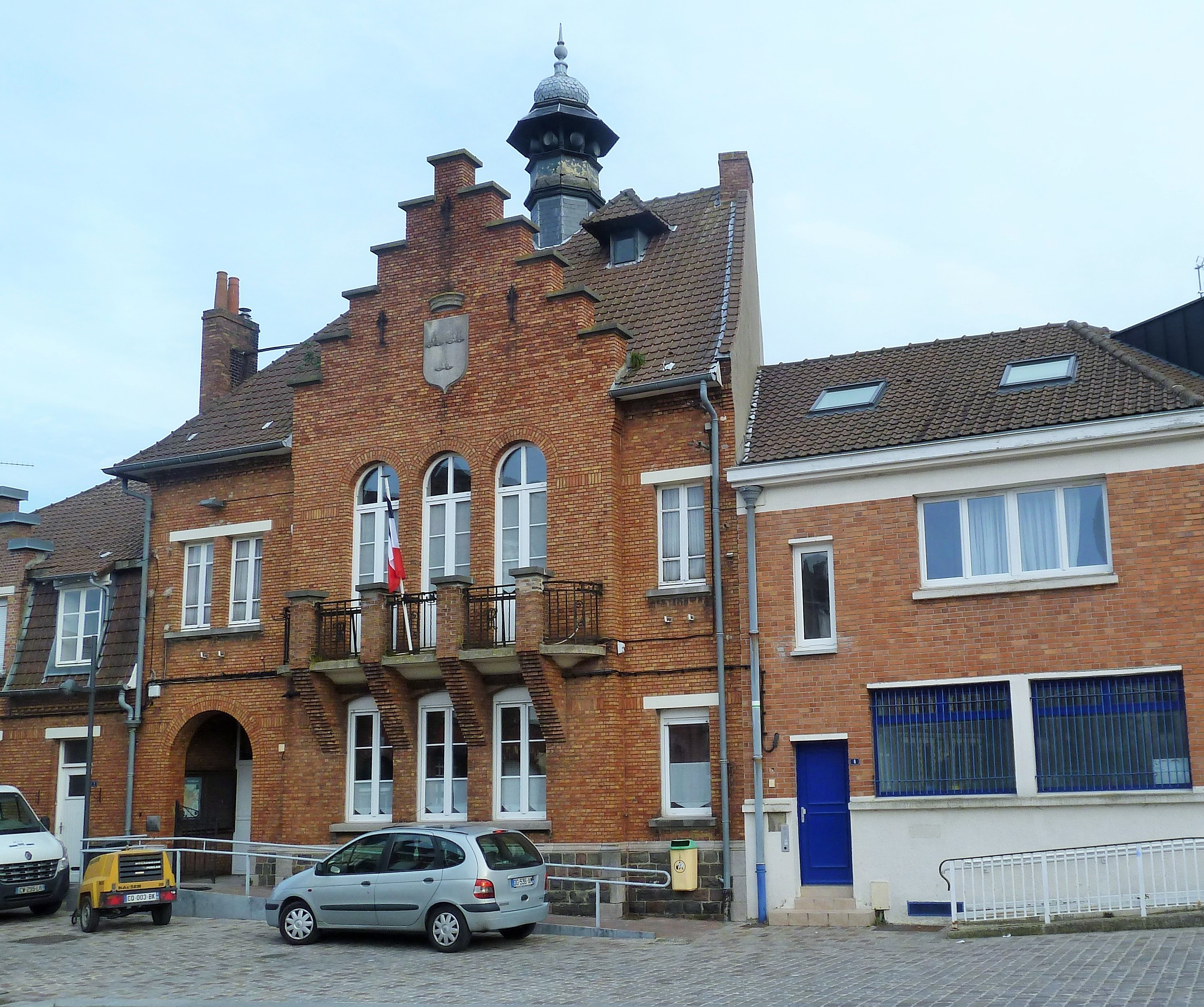
Bousbecque, l'ancienne mairie.

- La mairie du XIXe siècle, entourée d'un jardin de 6 000 m2. La demeure abritait un grand industriel ; la ville en prit possession en 1970.
- L'ancienne mairie reconstruite en 1926.
- La ferme Ghestem ou château de Bousbecque, vieille de cinq siècles, détruite en septembre publié le 11/09/2010 à 00h00 2010.

#### Patrimoine chrétien
- L'église Saint-Martin (1480 et 1874) édifice en brique et en pierre reconstruite à l'identique par l'architecte tourquennois Charles Maillard en 1874 et restaurée en 2011. Le mausolée (1559) en grès blanc dans la chapelle Saint-Antoine au sein de l'église Saint-Martin est celui de la famille Ghiselin. Il renferme les tombeaux de marbre blanc et noir de Gilles Ghiselin, mort en 1514, et d'Agnès Gommet, sa femme, morte en 1541 (classé Monument historique en 1906). À son entrée une dalle gravée couvre le cœur d'Auger de Bousbecque (1552-1592) dont on avait perdu la trace et qui a été retrouvé en 1932. On trouve parmi les trésors de l'église, répertoriés et classés au patrimoine des monuments historiques, une chasse reliquaire et une croix faite d'argent et de nielle du XIIIe siècle[34].
- La statue du Sacré-Cœur. Érigée en 1944, elle se situe face à l'église Saint-Martin[35].
- Le calvaire de la Papèterie. Érigé en 1877, il se situe rue Léon-Six[36].
- La chapelle du Christ-Sauveur. Érigée en 1850 par Jean Baptiste Dalle-Facon, elle est endommagée en 1917, restaurée et à nouveau abimée en 1944. Elle est détruite en 1978 et reconstruite en 1985. La croix de pierre qui s'y trouve est d'origine. Elle se situe rue de Wervicq[37].
- La chapelle Notre-Dame-de-Bon-Secours. Érigée après la première guerre mondiale en remplacement d'un oratoire endommagé, Elle est bénie en 1931 par le cardinal Lienart. Elle se situe rue de Wervicq[38].
- La chapelle Notre-Dame-de-la-Délivrande. Érigée en 1793 par la famille Wattines, elle est détruite par un camion en 1999 et reconstruite en 2000. Elle se situe rue du Hameau-du-Bois[39].
- La chapelle Notre-Dame-de-Lourdes. Érigée en 1874 par la famille Courouble-Lambin. On y trouve une statue de Notre-Dame de Lourdes. Elle se situe rue de Linselles, a proximité du cimetière[40].
- La chapelle Saint-Joseph (1868) de style néogothique, elle abrite une statue de saint Joseph entourée de deux anges de style gothique portant les louanges suivantes : « Saint Joseph Notre Protecteur PPN ! ». La chapelle fut construite, en remerciement de la naissance d'un enfant, par monsieur Lecomte propriétaire d'un château situé à l'emplacement de l'actuel lotissement de l'allée des Lilas[41],[42].
- La chapelle Saint-Roch. Érigée en 1874 par la famille Vanelslande-Desmarecaux. Elle se situe rue de la Papèterie[43].

#### Toponymes chrétiens
- Chemin du Calvaire
- Rue Saint-Joseph
- Clos Saint-Martin
- Clos Saint-Roch
- Rue des Processions

#### Dévotion populaire
- L'église Saint-Martin est un lieu de pèlerinage et de dévotion populaire à saint Antoine l'ermite. On vient de Belgique et de toute la région se vouer (ou « servir » traduction littérale de l'expression néerlandophone Dienen) et demander son intercession pour être guéri du Zona ou d'autres maladies de peau[44],[45].
- La chapelle Notre-Dame-de-la-Délivrande était une chapelle à clou : on plantait un clou autour de la chapelle pour être guéri des furoncles[46].
- Circumambulation : On faisait faire trois fois le tour de la chapelle Notre-Dame-du-Bon-Secours aux enfants auxquels on apprenait à marcher[38].

### Personnalités liées à la commune
- Auger de Bousbecque (1522-1592) : ambassadeur de l'empereur du Saint Empire auprès de Soliman le  Magnifique (1554-1562), puis secrétaire d'Élisabeth d'Autriche (1554-1592) lors de son mariage avec le roi de France (1570) Charles IX.
- Jean Debuf (1924-2010), haltérophile français, médaillé olympique.
- Albert Deman (1927-1996), artiste peintre.
- Maurice Laverseyn (1878-1971), Aumônier de l'Ordre équestre du Saint-Sépulcre de Jérusalem, Camérier secret de Sa Sainteté, Prélat de Sa Sainteté et Chanoine honoraire du Saint-Sépulcre.

### Héraldique
|  | Les armes de Bousbecque se blasonnent ainsi : "De sinople à trois tierce-feuilles d'or." |

## Pour approfondir